# كريستين كرافت
كريستين كرافت (بالإنجليزية: Christine Craft)‏ هي مقدمة برامج إذاعية أمريكية، ولدت في 1944.